# Spooks
Spooks (en español: Doble Identidad) es una serie dramática de la televisión británica que fue galardonada con varios premios BAFTA, producida por la compañía "Kudos" para la cadena BBC One. La serie mostró el trabajo de un grupo de oficiales de inteligencia del MI5 (Military Inteligence 5) que son conocidos como "The Grid".
El programa fue creado por el escritor David Wolstencroft.
La serie ha contado con actores invitados como Hugh Laurie, Colin Salmon, Tim Mclnnerny, Ben Daniels, Ian McDiarmid, Jimi Mistry, Andy Serkis, Andrew Tiernan, Anton Lesser, Alexander Siddig, Anthony Head, Jo Joyner, Augustus Prew, Peter Sullivan, Larry Lamb, entre otros.
En agosto del 2011 se anunció que la décima temporada, que se estrenó el 18 de septiembre de 2011 sería la última de la serie. Su último episodio se transmitió el 23 de octubre de 2011.
En octubre del 2013 se anunció que en el 2014 se estrenaría la película Spooks: The Greater Good la cual será una continuación de la serie y se estrenó el 8 de mayo de 2015.

## Historia
El MI5 es un grupo del servicio secreto británico que se ocupa de los temas que ocurren en el interior, dejando al MI6 los problemas del exterior, los agentes manejan cada día con los casos que presentan incidencias de temas actuales como: las amenazas terroristas, crisis del sistema de seguridad, falsas identidades.
El grupo está conformado por Tom Quinn, líder del equipo, un adicto al trabajo que a veces llega a poner en riesgo a sus compañeros y amigos; Zoe Reynolds, agente cercana a Tom, quien cuenta con excelentes instintos y encanto; Dany Hunter, uno de los agentes más jóvenes del servicio, Adam Carter, un enigmático y decidido agente transferido del MI6, poseedor de grandes habilidades, Ruth Evershed, una agente con gran experiencia en el servicio y enorme inteligencia; Jo Portman una dedicada y sigilosa agente poseedora de una gran perceptiva e intuición, Zaf Younis un agente transferido del MI6 quien sobresale en el trabajo encubierto y es poseedor de un gran ingenio, es gran amigo de Adam y se encarga de ocupar el lugar de Danny luego de su muerte, Ros Myers una agente inflexible y despiadada, Harry Pearce, un exmilitar que ha llegado a ser el máximo responsable de la lucha antiterrorista en el MI5, Lucas North un imprevisible y temerario agente, quien regresa al MI5 luego de haber pasado los últimos ocho años en una prisión rusa, Malcolm Wynn-Jones el analítico del grupo, sus deducciones son vitales para el equipo y las operaciones y Colin Wells, el técnico del equipo. 
Con el transcuro del tiempo nuevos miembros del equipo se integran y algunos de los miembros anteriores han muerto durante operaciones, han renunciado o han sido encarcelados.

## Personajes

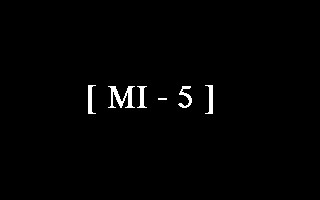
Título de Spooks también conocido como MI5.

### Personajes principales
| Actor                | Personaje        | Ocupación                                              | Temporadas                    |
| -------------------- | ---------------- | ------------------------------------------------------ | ----------------------------- |
| Peter Firth          | Harry Pearce     | Jefe del Departamento Contra el Terrorismo (Sección D) | 1, 2, 3, 4, 5, 6, 7, 8, 9, 10 |
| Max Brown            | Dimitri Levendis | Oficial de Casos de Piratería y Terrorismo, Sección D  | 9, 10                         |
| Geoffrey Streatfield | Calum Reed       | Oficial Junior, Técnico y Analista de Inteligencia     | 10                            |

### Personajes recurrentes
| Actor               | Personaje      | Ocupación                         | Temporadas |
| ------------------- | -------------- | --------------------------------- | ---------- |
| Simon Russell Beale | William Towers | Ministro del Interior Británico   | 9, 10      |
| Jonathan Hyde       | Ilya Gavrik    | Ministro del Gobierno Ruso        | 10         |
| Tom Weston-Jones    | Sasha Gavrik   | Miembro del Servicio Secreto Ruso | 10         |

#### Antiguos personajes principales
| Actor              | Personaje         | Ocupación                                     | Temporadas                | Causa                                               | Estado |
| ------------------ | ----------------- | --------------------------------------------- | ------------------------- | --------------------------------------------------- | ------ |
| Matthew Macfadyen  | Tom Quinn         | Jefe y Oficial de Inteligencia, Sección D     | 1, 2, 3, 10               | trabaja como oficial independiente                  | Vivo   |
| Nicola Walker      | Ruth Evershed     | Asesora de Seguridad del Ministro de Interior | 2, 3, 4, 5, 8, 9, 10      | murió al ser apuñalada accidentalmente por Sasha    | Muerta |
| Shazad Latif       | Tariq Masood      | Técnico y Analista de Datos, Sección D        | 8 , 9, 10                 | murió luego de ser inyectado con veneno             | Muerto |
| Sophia Myles       | Beth Bailey       | Oficial Junior de la Sección D                | 9                         | fue despedida por Erin                              | Viva   |
| Richard Armitage   | Lucas North       | Jefe de la Sección D y Oficial Superior       | 7, 8, 9                   | saltó de un edificio luego de enfrentarse con Harry | Muerto |
| Hugh Simon         | Malcom Wynn-Jones | Técnico y Analista de Datos e Inteligencia    | 1, 2, 3, 4, 5, 6, 7, 8, 9 | se retiró del MI5                                   | Vivo   |
| Hermione Norris    | Ros Myers         | Jefe y Oficial Superior, Sección D            | 5, 6, 7, 8                | murió al quedar atrapada en un bombardeo            | Muerta |
| Miranda Raison     | Jo Portman        | Oficial de Campo, Sección D                   | 4, 5, 6, 7, 8             | asesinada por Ros durante una situación de rehenes  | Muerta |
| Raza Jaffrey       | Zafar Younis      | Oficial de Campo, Sección D                   | 3, 4, 5, 6, 7             | asesinado y Torturado por los Red-Backs             | Muerto |
| Keeley Hawes       | Zoe Reynolds      | Oficial del MI5, Sección D                    | 1, 2, 3                   | se fue luego de cometer un error en una operación   | Viva   |
| Rupert Penry-Jones | Adam Carter       | Jefe y Oficial de Inteligencia, Sección D     | 3, 4, 5, 6                | muere durante una explosión de coche                | Muerto |
| Rory MacGregor     | Colin Wells       | Analista de Datos en la Sección D             | 1, 2, 3, 4, 5             | asesinado y colgado durante un golpe de Estado      | Muerto |
| Olga Sosnovska     | Fiona Carter      | Oficial de la Sección D y ex-Oficial del MI6  | 3, 4                      | asesinada por su exesposo Farook Sukkarieh          | Muerta |
| David Oyelowo      | Danny Hunter      | Oficial Junior de la Sección D                | 1, 2, 3                   | fue torturado y asesinado                           | Muerto |
| Lara Pulver        | Erin Watts        | Oficial Mayor y Jefa de la Sección D          | 10 + película             | murió luego de ser capturada por Qasim              | Muerta |
| Gemma Jones        | Connie James      | Analista de Inteligencia-Doble Agente "FSB"   | 6, 7                      | murió intentando desactivar una bomba nuclear       | Muerta |
| Alex Lanipekun     | Ben Kaplan        | Junior Case Officer de la Sección D           | 6, 7                      | asesinado por Connie James                          | Muerto |
| Jenny Agutter      | Tessa Phillips    | Oficial Superior de la Sección K              | 1, 2                      | renunció al descubrirse que sus agentes eran falsos | Viva   |
| Lisa Faulkner      | Helen Flynn       | Analista de Inteligencia de la Sección D      | 1                         | fue torturada y asesinada por Kevin McNally         | Muerta |

#### Antiguos personajes recurrentes
| Actor              | Personaje                 | Ocupación                             | Temporadas    | Causa                                                         | Estado   |
| ------------------ | ------------------------- | ------------------------------------- | ------------- | ------------------------------------------------------------- | -------- |
| Alice Krige        | Elena Gavrik              | Doble Agente - Espía Rusa             | 10            | asesinada por Ilya al descubrir que era una agente Rusa       | Muerta   |
| Colin Salmon       | Alton Beecher             | Enlace de la CIA con Londres          | 9, 10         | -                                                             | Vivo     |
| William Hope       | James "Jim" Coaver        | Director Adjunto de la CIA            | 10            | asesinado por mercenarios que se hicieron pasar por agentes   | Muerto   |
| Vincent Regan      | Alec White                | Agente de Asuntos Internos del MI5    | 9             | -                                                             | Vivo     |
| Laila Rouass       | Maya Lahan                | Doctora                               | 9             | murió al recibir un disparo cuando escapaba de Beth y Dimitri | Muerta   |
| Iain Glen          | Vaughan "Michael" Edwards | -                                     | 9             | murió luego de ser apuñalado por Lucas North en la pierna     | Muerto   |
| Robert Glenister   | Nicholas Blake            | exministro del Gobierno Británico     | 5, 6, 7, 8, 9 | murió al ser envenenado por Harry por causar la muerte de Ros | Muerto   |
| Tobias Menzies     | Andrew Lawrence, MP       | Ministro del Gobierno Británico       | 8             | murió al quedar atrapado en un bombardeo                      | Muerto   |
| Mark Aiken         | Russell Price             | Jefe de Operaciones de la CIA en UK   | 8             | responsable de la muerte de Sara Caufield                     | Muerto   |
| Genevieve O'Reilly | Sarah Caulfield           | Oficial de la CIA y Enlace con el MI5 | 8             | expuesta como doble agente y asesinada por Nightingale        | Muerta   |
| Brian Protheroe    | Samuel "Sam" Walker       | Director de la CIA en Londres         | 8             | asesinado por Sarah Caulfield por investigar a Nightingale    | Muerto   |
| Richard Johnson    | Bernard Qualtrough        | Doble Agente del FSB                  | 7             | antiguo mentor de Harry y co-conspirador de Connie James      | Incierto |
| Robert East        | Sir Richard Dolby         | Director general del MI5              | 7             | -                                                             | Vivo     |
| Simon Abkarian     | Dariush Bakhshi           | Cónsul Especial Iraní                 | 6             | -                                                             | Vivo     |
| Matthew Marsh      | Bob Hogan                 | Oficial Superior de Enlace de CIA/UK  | 6             | se fue de la CIA luego de vender a Jo y a Adam a los Redbacks | Vivo     |
| Anna Chancellor    | Juliet Shaw               | Coordinadora de Seguridad Nacional    | 4, 5, 6       | escapó al ser descubierta como Doble Agente-Jefe de Yalta     | Incierto |
| Tim Mclnnerny      | Oliver Mace               | Presidente del Comité de Inteligencia | 3, 4, 5       | obligado a renunciar por irregularidades                      | Vivo     |
| Shauna Macdonald   | Sam Buxton                | Oficial Administrativa, Sección D     | 2, 3          | renunció después de la muerte de Danny                        | Viva     |
| Megan Dodds        | Christine Dale            | Agente de la CIA                      | 1, 2, 3       | renunció a la CIA                                             | Viva     |
| Natasha Little     | Vicki Westbrook           | Doctora                               | 2             | arrestada por intentar revelar la identidad de los agentes    | Viva     |
| Hugh Laurie        | Jools Siviter             | Jefe de la Sección MI6                | 1             | -                                                             | Vivo     |

## Episodios
Hasta ahora el programa ha transmitido 64 episodios, el último episodio de la séptima serie, se transmitió el 8 de diciembre de 2008. Cada episodio termina con una imagen congelada en blanco y negro. En cada uno de los episodios se busca mostrar el drama, ambiente y vida que llevan los verdaderos espías en su trabajo.

## Premios
Spooks ha recibido 22 nominaciones y se ha llevado 5 premios.